# Orígenes (álbum)
| Críticas profissionais | Críticas profissionais |
| Avaliações da crítica  | Avaliações da crítica  |
| Fonte                  | Avaliação              |
| ---------------------- | ---------------------- |
| Allmusic               | [ 1 ]                  |

Orígenes é um álbum de estúdio do cantor mexicano Alejandro Fernández.

## Faixas
1. Tantita Pena (Kiko Campos, Fernando Riba) - 3:28
2. Si Tu No Vuelves (Fato) - 3:14
3. Amor De Luna (Kiko Campos, Fernando Riba) - 3:05
4. ¡Ay Amor! (Manuel Monterrosas) - 2:30
5. Como Pez En El Agua (Jorge Massias) - 3:19
6. ¿Donde Vas Tan Sola? (Manuel Monterrosas) - 2:51
7. Duerme Tranquila (Fato) - 3:29
8. Tu Desvario (Kiko Campos, Fernando Riba) - 4:06
9. Jamas Te Vi Tan Linda (Roberto Cantoral) - 3:42
10. Pajaro Perdido (Nicolas Urquiza) - 3:36
11. El Monstruo (Fato) - 4:17
12. Ingrato Amor (Kiko Campos, Fernando Riba) - 3:14
13. Tu Regresaras (Manuel Monterrosas) - 2:35

- Bonus Track: Las Mañanitas

## Tabela musical

### Álbum
| Ano  | Parada                                     | Pico | Semanas na parada |
| ---- | ------------------------------------------ | ---- | ----------------- |
| 2001 | Billboard Latin Pop Albums                 | 1    | 30                |
| 2001 | Billboard Top Latin Albums                 | 2    | 33                |
| 2001 | Billboard Heatseekers                      | 18   | 17                |
| 2001 | Billboard Top Heatseekers (Pacific)        | 7    | 3                 |
| 2001 | Billboard Top Heatseekers (South Atlantic) | 4    | 3                 |

### Canções
| Ano  | Parada                                   | Canção           | Pico | Semanas na parada |
| ---- | ---------------------------------------- | ---------------- | ---- | ----------------- |
| 2001 | Billboard Hot Latin Songs                | Tantita Pena     | 1    | 31                |
| 2001 | Billboard Latin Regional Mexican Airplay | Tantita Pena     | 11   | 26                |
| 2001 | Billboard Latin Pop Airplay              | Tantita Pena     | 4    | 31                |
| 2001 | Billboard Latin Tropical/Salsa Airplay   | Tantita Pena     | 5    | 13                |
| 2001 | Billboard Bubbling Under Hot 100 Singles | Tantita Pena     | 12   | 10                |
| 2002 | Billboard Latin Pop Airplay              | Si Tu No Vuelves | 17   | 26                |
| 2002 | Billboard Hot Latin Songs                | Si Tu No Vuelves | 27   | 19                |

## Certificações
| Ano  | Vendas  | Certificação |
| ---- | ------- | ------------ |
| 2001 | 300.000 | : 2× platina |